# Wayne McGinnis
Robert Wayne McGinnis (* 6. Januar 1932 im Mississippi County, Arkansas; † 19. August 2013 Jonesboro, Craighead County, Arkansas) war ein US-amerikanischer Rockabilly-Sänger.

## Leben
Wayne McGinnis entstammte, anders als die meisten Rockabilly-Sänger, einer relativ gehobenen Bürgerschicht. 1955 zog der junge McGinnis nach Memphis, Tennessee, vorher hatte er die High School absolviert. In Memphis trat er zusammen mit Billy Joe Miller auf, das Duo spielte eine Mischung aus Jazz und Country. Kurz danach wurde er Mitglied der Slim Wallace’s Dixie Ramblers, wo unter anderem auch Billy Lee Riley und Jack Clement spielten. Bei Wallaces Label Fernwood Records nahm McGinnis einige Titel auf, die jedoch nie veröffentlicht wurden. Beeinflusst durch Elvis Presley – die beiden waren Nachbarn – stellte er sich bei den Meteor Records vor. Zusammen mit seinem Freund Miller und dessen Freundin nahm er im April 1956 eine Platte auf, welche von der Öffentlichkeit jedoch kaum beachtet wurde.
1960 gründete McGinnis in Memphis sein eigenes Plattenlabel Santo Records, bei denen er selbst als A&R-Manager arbeitete. 1969 übernahm McGinnis sein altes Label Fernwood. Anita Wood, Elvis’ damalige Freundin, machte mit McGinnis zusammen einige Aufnahmen. Später zog er sich vollkommen aus dem Musikgeschäft zurück und gründete ein Flugunternehmen. Das Fliegen hatte er schon während seiner High-School-Zeit gelernt. Am Wochenende trat McGinnis gelegentlich weiterhin als Musiker auf.

## Diskografie
| Jahr                    | Titel                                           | Label #     |
| ----------------------- | ----------------------------------------------- | ----------- |
| 1956                    | Rock, Roll and Rhythm / Lonesome Rhythm Blues   | Meteor 5053 |
| Unveröffentlichte Titel |                                                 |             |
|                         | - Rock, Roll and Rhythm - Lonesome Rhythm Blues | Demo        |
|                         | - Rock’n’Roll Rhythm                            | Meteor      |